# Олександрійська міська територіальна громада
Олександрійська міська громада — територіальна громада в Україні, в Олександрійському районі Кіровоградської області. Адміністративний центр — місто Олександрія. Утворена 12 червня 2020 року в рамках адміністративно-територіальної реформи на підставі розпорядження Кабінету Міністрів України від 12.06.2020 № 716-р «Про визначення адміністративних центрів та затвердження територій територіальних громад Кіровоградської області».
Площа громади — 263,3 км², населення — 87 837 мешканців (2020).

## Населені пункти
У складі громади 1 місто (Олександрія), 1 селище (Олександрійське) та 12 сіл:
- Видне
- Гайок
- Головківка
- Головківське
- Звенигородка
- Іванівка
- Ізмайлівка
- Королівка
- Марто-Іванівка
- Олександро-Степанівка
- Піщаний Брід
- Пустельникове